# John Francis Dearden
John Francis Dearden, ameriški rimskokatoliški duhovnik, škof in kardinal, * 15. oktober 1907, Valley Falls, Rhode Island, † 1. avgust 1988.

## Življenjepis
8. decembra 1932 je prejel duhovniško posvečenje.
13. marca 1948 je bil imenovan za škofa pomočnika Pittsburgha in za naslovnega škofa Sarepte; 18. maja istega leta je prejel škofovsko posvečenje. 22. decembra 1950 je nasledil škofovski položaj.
18. decembra 1958 je postal nadškofa Detroita; s slednjega položaja je odstopil 15. julija 1980.
28. aprila 1969 je bil povzdignjen v kardinala.